# Wilczomlecz obrzeżony

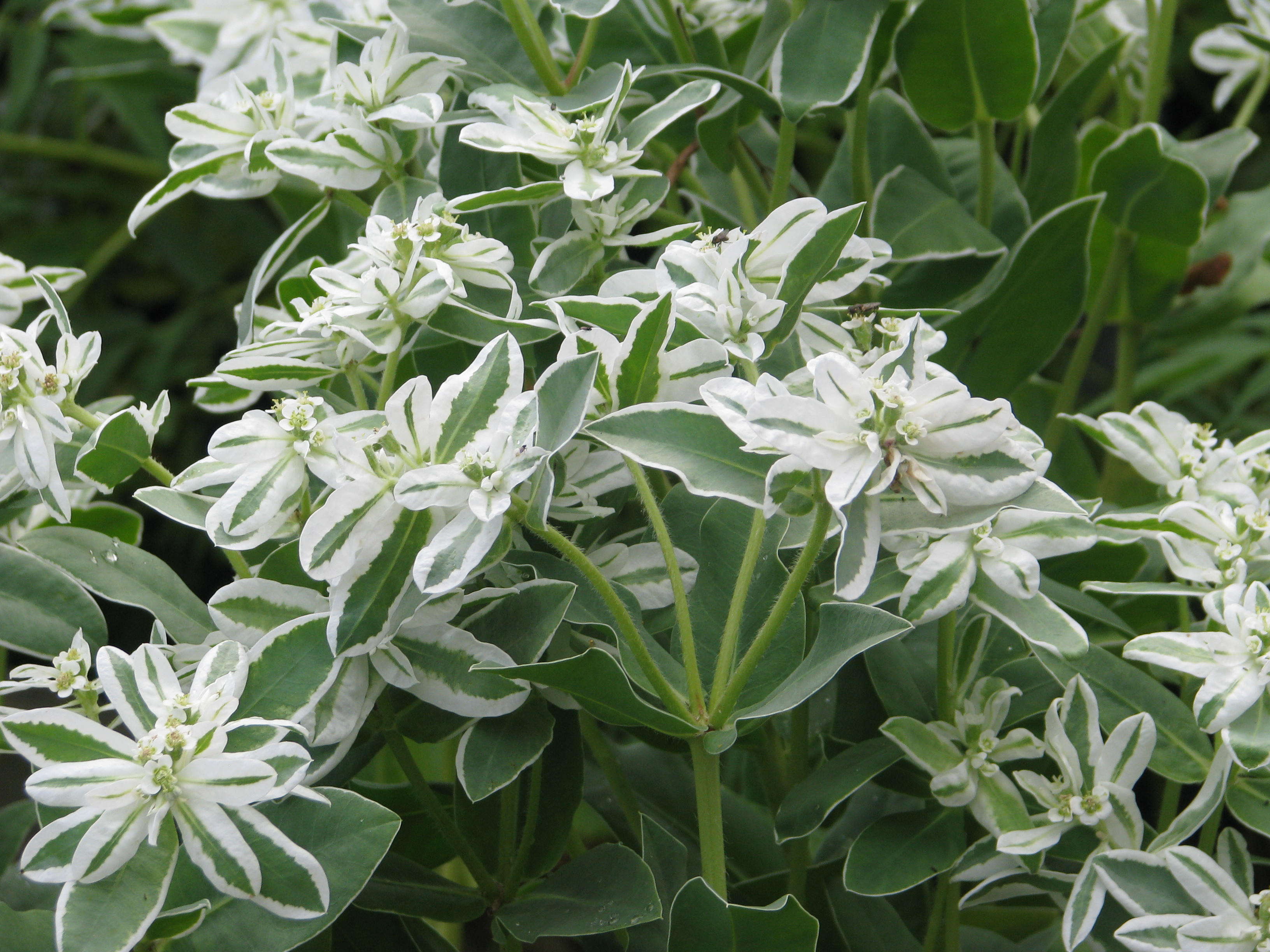
Wilczomlecz obrzeżony

Wilczomlecz obrzeżony, w. białobrzegi (Euphorbia marginata) – gatunek rośliny należący do rodziny wilczomleczowatych. Występuje w stanie dzikim w środkowej i południowej części Ameryki Północnej (stany: – Illinois, Iowa, Minnesota, Kolorado, Montana, Nowy Meksyk, Teksas, Arizona). W Polsce jest uprawiany jako roślina ozdobna, czasami dziczejąca.

## Morfologia
PokrójKrzaczasta roślina o wysokości do 60 cm i szerokości ok. 30 cm. Posiada kłącze i korzenie przybyszowe.
LiścieUlistnienie skrętoległe lub naprzeciwległe, liście jasnozielone, lancetowate, ostro zakończone, gładkie. Mają bardzo szerokie białe obrzeżenia i szerokie, podobne do płatków przylistki, które otaczają kwiaty.
KwiatyDrobne, zebrane w żółtozielony kwiatostan zwany cyjatium o średnicy do 5 cm. Kwiaty są bardzo zredukowane, składają się tylko z jednego słupka i pręcika. Posiadają białe smugi i plamki.

## Biologia
Roślina jednoroczna. Kwitnie od czerwca do lipca. Jest trująca, jej sok mleczny może powodować podrażnienia skóry, dlatego też prace pielęgnacyjne wykonuje się w rękawiczkach.

## Zastosowanie i uprawa
Jest uprawiana głównie ze względu na swoje ozdobne liście. Może być uprawiana w strefach klimatycznych 4-10. Nadaje się na rabaty, najlepiej prezentuje się uprawiana w pojedynczych egzemplarzach pomiędzy innymi roślinami. Nadaje się też na kwiat cięty. Wymaga wilgotnej gleby, stanowisko może być słoneczne lub półcieniste. Gleba nie może być zbyt żyzna, gdyż wówczas liście rośliny tracą białe obrzeżenia, a więc swoje zalety dekoracyjne. Zazwyczaj rozmnaża się ją przez nasiona, które wysiewa się wczesną wiosną do rozsadnika lub bezpośrednio do gruntu na stałe miejsce. Po wzejściu i rozrośnięciu się przerywa się je.